# Psilocybe pelliculosa
Psilocybe pelliculosa é uma espécie de fungo da família Hymenogastraceae [en]. Os basidiomas, ou cogumelos, têm um píleo cônico marrom de até 2 cm de diâmetro no topo de um estipe fino de até 8 cm de comprimento. Possui um véu parcial branco que não deixa um anel no estipe. O micologista americano Alexander H. Smith descreveu a espécie pela primeira vez em 1937 como membro do gênero conhecido hoje como Psathyrella; ela foi transferida para Psilocybe por Rolf Singer em 1958.
Psilocybe pelliculosa é encontrada na região noroeste do Pacífico dos Estados Unidos e do Canadá, onde cresce no solo em grupos esparsos ou densos ao longo de trilhas ou estradas florestais em bosques de coníferas. Uma única coleta também foi relatada na Finlândia e também na Noruega. Os cogumelos contêm os compostos psicodélicos psilocibina e baeocistina [en], embora em concentrações relativamente baixas. Várias espécies de cogumelos com aparência semelhante à do P. pelliculosa podem ser distinguidas por diferenças sutis na forma do basidioma ou por características microscópicas.

## Taxonomia
A espécie foi descrita cientificamente pela primeira vez por Alexander H. Smith em 1937 como Psathyra pelliculosa, com base em espécimes que ele coletou em Washington e Oregon. O holótipo foi coletado perto do Lago Tahkenitch, Oregon, em novembro de 1935. Em uma publicação de 1941, Smith revisou sua opinião e considerou a espécie como sendo a mesma que Hypholoma silvatica (mais tarde Psilocybe silvatica), pois ele achava que as pequenas diferenças entre as duas não tinham importância taxonômica. Depois de reavaliar essas duas espécies, além de várias outras intimamente relacionadas, Rolf Singer e Smith mais tarde restabeleceram o táxon e o transferiram para Psilocybe em 1958. Gastón Guzmán [en], autoridade em Psilocybe, classificou a espécie na seção Semilanceatae, um agrupamento de espécies relacionadas caracterizado por não ter pleurocistídios e com esporos aproximadamente elipsoides e geralmente com paredes espessas.
O epíteto específico pelliculosa é derivado do latim pellicula, que significa "filme", e se refere à pileipellis gelatinosa do píleo. O cogumelo é conhecido pelo nome popular "Psilocybe conífero" ou "Psilocybe estriado".

## Descrição
O píleo da P. pelliculosa tem inicialmente um formato de cone acentuado e, com o tempo, se expande um pouco para se tornar amplamente campanulado, mas nunca se expande para se tornar completamente achatado. A margem do píleo é inicialmente pressionada contra o estipe e, por um curto período, é apendiculada (tem fragmentos parciais do véu pendurados na margem). Os píleos dos espécimes maduros são lisos, pegajosos e têm estrias radiais translúcidas que atingem dimensões de 0,8 a 2 cm de diâmetro. A cor varia de âmbar a isabelina (marrom-amarelado escuro e sujo) quando o cogumelo está úmido; é hidrófano, mudando de cor para bege-rosado quando seco. A margem do píleo pode ter uma coloração cinza-esverdeada. A pileipellis é uma fina cobertura gelatinosa que pode ser removida.
As lamelas têm uma ligação adnata ao píleo, são estreitas a moderadamente largas, pouco espaçadas e eventualmente separam-se do estipe. As lamelas jovens são de cor marrom-canela, com bordas mais claras, mas escurecem na maturidade porque ficam cobertas com esporos escuros. O estipe tem de 6 a 8 cm de comprimento por 1,5 a 2 mm de espessura e aproximadamente igual em largura em toda a extensão, exceto por uma base ligeiramente ampliada; é bastante flexível, porém rígido. A região inferior do estipe é de cor marrom e tem fibrilas sedosas pressionados contra o estipe; a região superior é acinzentada e pruinosa (levemente polvilhada com pequenos grânulos brancos). A carne fica levemente azulada ou esverdeada onde ferida. A aplicação de uma gota de solução diluída de hidróxido de potássio no píleo ou na carne causará uma mudança de cor para amarelo pálido ou escuro a marrom avermelhado; uma gota no estipe produz uma mudança de cor menos intensa ou nenhuma mudança de cor.
A esporada é púrpura-amarronzada. Sob o microscópio, os esporos parecem púrpura-amarronzados opacos. Eles são elipsoides a um pouco ovais e, de acordo com a descrição original de Singer, medem de 8 a 10 por 4 a 5 μm. Um estudo posterior de espécimes coletados na Colúmbia Britânica, Canadá, relatou uma faixa de tamanho maior de esporos de 10 a 13 por 6 a 7 μm. Os esporos têm um poro germinativo apical. Os basídios (células portadoras de esporos) têm quatro esporos, são hialinos (translúcidos) e medem de 22 a 35 por 7 a 10 μm. Há cistídios abundantes que formam uma faixa estéril nas bordas das lamelas (queilocistídios); esses cistídios são lisos, inflados e fusiforme-ventricoso (aumentados no meio e estreitando em ambas as extremidades) com uma ponta nítida e medem 25-30 por 6-9 μm. A pileipellis é feita de uma camada de hifas hialinas onduladas, gelatinosas e aproximadamente horizontais, com 0,8 a 5,5 μm de diâmetro.

### Espécies semelhantes

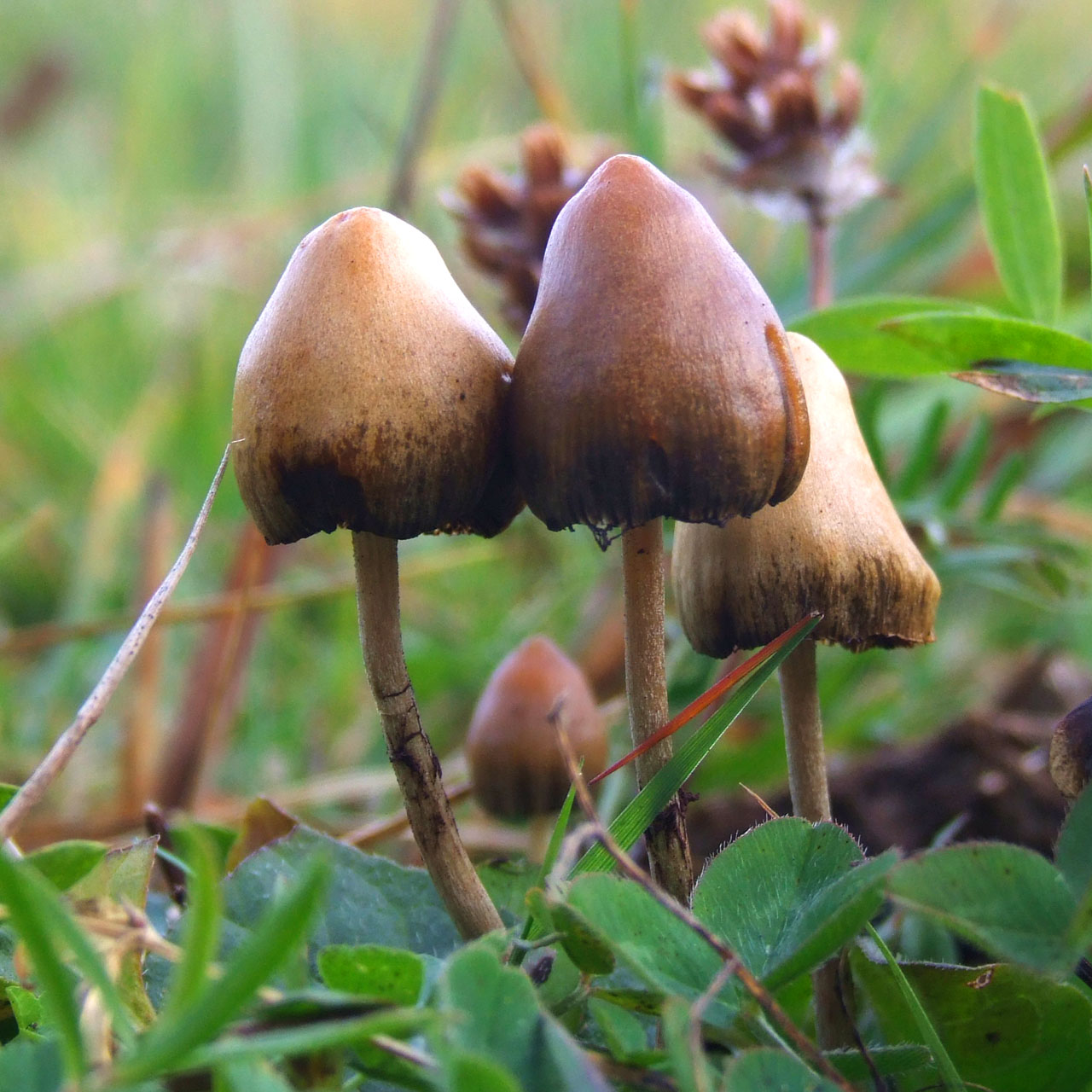
Psilocybe semilanceata

A estatura geral dos basidiomas da P. pelliculosa é geralmente semelhante à da Mycena, Galerina ou Hypholoma. Smith observou uma semelhança superficial com a Psathyrella fagicola, com base em semelhanças na natureza da pileipellis, na coloração e na base do estipe coberta de fibrilas sedosas. A Psilocybe pelliculosa pode ser diferenciada da Psathyra fagicola pela presença de um véu parcial, lamelas firmes e basidiomas menores. A P. pelliculosa é frequentemente confundida com a P. semilanceata, que é muito difundida, mas esta última pode ser diferenciada por seus esporos maiores e um píleo cônico e papilado. Outra espécie semelhante é a Psilocybe silvatica e é necessário um microscópio para distinguir com segurança as duas espécies. A P. silvatica, encontrada de Nova York a Michigan e do norte ao Canadá, tem esporos mais longos. A P. pelliculosa tem uma semelhança geral com a Hypholoma dispersum, uma espécie encontrada no norte da América do Norte e na Europa.

## Habitat e distribuição
Os cogumelos da P. pelliculosa crescem em grupos esparsos ou densos em musgos, detritos florestais e húmus em florestas de coníferas. O fungo prefere frutificar em áreas perturbadas ao longo de trilhas e estradas florestais abandonadas, onde amieiros e abetos estão crescendo; não é comumente encontrado em campos. É conhecido da região noroeste do Pacífico da América do Norte, onde foi coletado na Califórnia, Idaho, Oregon, Washington, e é amplamente distribuído na Colúmbia Britânica, Canadá. Também é encontrado no norte da Europa, com uma única coleta na Finlândia e também na Noruega. Os basidiomas tendem a aparecer no final do verão ou no início do inverno, após o clima frio e úmido.

## Psicoatividade
O Psilocybe pelliculosa contém os compostos psicoativos psilocibina e baeocistina, e é usado como droga recreativa. Em termos de potência psicoativa, Stamets considera a espécie "relativamente fraca". Os níveis de psilocibina variam de 1,2 a 1,7 miligramas por grama de cogumelo seco, enquanto a baeocistina foi medida em 0,04%.

## Links externos
- Psilocybe pelliculosa no Index Fungorum